# Солоненко Анатолій Миколайович

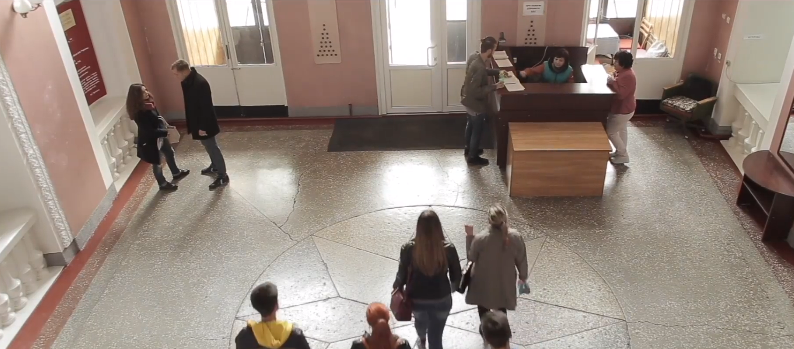
Зйомки фільму «Новенький» в МДПУ, за підтримки ректора Солоненко А. М.

Солоненко Анатолій Миколайович (21 квітня 1961) — доктор біологічних наук, екс-ректор Мелітопольського державного педагогічного університету імені Богдана Хмельницького.

## Життєпис
Народився 21 квітня 1961 року у місті Мелітополь Запорізької області.
Після закінчення в 1978 році середньої школи вступив на хіміко-біологічний факультет Мелітопольського державного педагогічного інституту (МДПІ), який закінчив у 1983 році за спеціальністю «біологія і хімія», здобувши кваліфікацію вчителя хімії і біології середньої школи.
Трудову діяльність розпочав у 1983 році після закінчення МДПІ як учитель біології і хімії Вознесенської середньої школи Мелітопольського району Запорізької області.
З 1985 року по 1986 рік працював старшим інженером кафедри ботаніки МДПІ.
Протягом 1986—1987 років проходив строкову військову службу у лавах Радянської армії.
З 1988 року по 1989 рік — молодший науковий співробітник, стажист-дослідник МДПІ.
Упродовж 1989—1992 років — аспірант Київського державного університету імені Т. Г. Шевченка.
З 1992 року по 2002 рік — асистент, старший викладач, доцент кафедри ботаніки МДПУ.

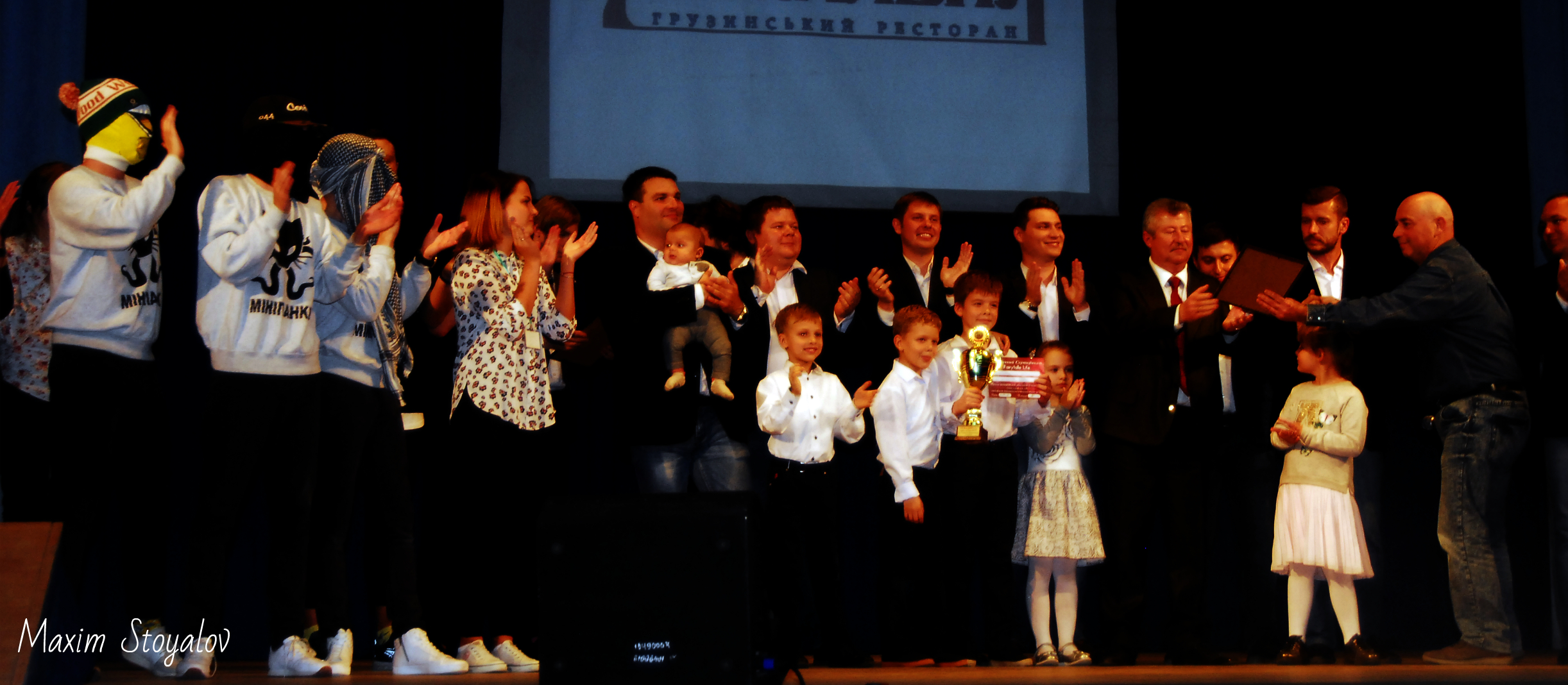

Завідувач кафедри ботаніки і садово-паркового господарства (2004—2007 роки, 2013—2014 роки), проректор із соціальних питань і виховної роботи (з 2002 року), перший проректор (з 2010 року), виконувач обов'язків ректора (з грудня 2016 року), ректор МДПУ імені Богдана Хмельницького (з лютого 2017 року по лютий 2022 року).
З 2000 року по 2015 рік очолював Первинну профспілкову організацію МДПУ імені Богдана Хмельницького. Член Центрального Комітету Профспілки працівників освіти і науки України (з 2005 року).
Підтримав короткометражний фільм «Новенький», де зіграли студенти Мелітопольського державного педагогічного університету імені Богдана Хмельницького.

## Освітня та наукова діяльність
Завдяки ініціативі А. М. Солоненко з 2006 року в університеті здійснюється підготовка фахівців зі спеціальності «Садово-паркове та лісове господарство», що є єдиною серед усіх ВНЗ південно-східного регіону України.
Є ініціатором і безпосереднім активним учасником створення при Науково-дослідному інституті біорізноманіття наземних та водних екосистем України МДПУ імені Богдана Хмельницького наукової лабораторії «Геоботаніки і менеджменту рослинних ресурсів», що забезпечує ґрунтовне вивчення механізмів збереження та управління фітоценотичним різноманіттям Півдня України та оцінку рослинних ресурсів регіону.
Досвід успішної адміністративно-управлінської діяльності висвітлено у двох збірках «Положень про організацію навчального процесу в Мелітопольському державному педагогічному університеті імені Богдана Хмельницького», 10 методичних рекомендаціях із організації освітнього процесу, з планування діяльності кафедр, з планування та обліку основних видів роботи науково-педагогічних працівників і самостійної роботи студентів у МДПУ, свідоцтві (№ 000168) про реєстрацію та депонування об'єкта авторського права — «Система оцінювання результатів навчання студентів ВНЗ» в Національному банку технологій України.

## Нагороди
- Знак «Відмінник освіти України» (26.09.2000 р.)
- Почесна грамота Верховної Ради України (05.06.2003 р.)
- Знак «Петро Могила» (17.05.2006 р.)
- Почесна грамота Запорізької обласної держадміністрації (01.11.2006 р.)
- Знак «Василь Сухомлинський» (21.12.2007 р.)
- Нагрудний знак Федерації профспілок України «Профспілкова відзнака» (19.09.2008 р.)
- Почесне звання «Заслужений працівник освіти України» (16.01.2009 р.)[5]
- Орден «За заслуги перед Запорізьким краєм» ІІІ ступеня (16.12.2009 р.)
- Нагрудний знак «Заслужений працівник профспілки працівників освіти і науки України» — «Золота відзнака» (22.03.2011 р.)
- Орден «За заслуги» ІІІ ступеня (01.10.2016 р.)[6]
- Орден «За заслуги» ІІ ступеня (15.05.2020 р.)[7]

## Досягнення у наукових працях
Автор понад 120 наукових і навчально-методичних праць, зокрема: 12 навчальних посібників (5 із них — мають гриф Міністерства освіти і науки України), 3 авторських свідоцтва, 4 практикуми, 5 монографій, 14 методичних рекомендацій для забезпечення якісної підготовки студентів хіміко-біологічного факультету.